# Carlos Vela
Carlos Alberto Vela Garrido (n. 1 martie 1989, Cancún, Quintana Roo, Mexic) este un fotbalist mexican, care joacă pe post de atacant la Los Angeles în Major League Soccer. Pe plan internațional, are prezențe la națională pentru Mexic U17⁠(d), Mexic U20⁠(d) și Mexic.

## Statistici carieră

### Club
La 25 Oct 2015.
| Club                 | Sezon         | Campionat | Campionat | Campionat  | Cupă    | Cupă   | Cupă       | Europa  | Europa | Europa     | Total   | Total  | Total      |
| Club                 | Sezon         | Meciuri   | Goluri    | Assist-uri | Meciuri | Goluri | Assist-uri | Meciuri | Goluri | Assist-uri | Meciuri | Goluri | Assist-uri |
| -------------------- | ------------- | --------- | --------- | ---------- | ------- | ------ | ---------- | ------- | ------ | ---------- | ------- | ------ | ---------- |
| Salamanca            | 2006–07       | 31        | 8         | 15         | 0       | 0      | 0          | —       | —      | —          | 31      | 8      | 15         |
| Salamanca            | Total         | 31        | 8         | 15         | 0       | 0      | 0          | —       | —      | —          | 31      | 8      | 15         |
| Osasuna              | 2007–08       | 33        | 3         | 4          | 0       | 0      | 0          | —       | —      | —          | 33      | 3      | 4          |
| Osasuna              | Total         | 33        | 3         | 4          | 0       | 0      | 0          | —       | —      | —          | 33      | 3      | 4          |
| Arsenal              | 2008–09       | 14        | 1         | 0          | 7       | 5      | 3          | 8       | 0      | 0          | 29      | 6      | 3          |
| Arsenal              | 2009–10       | 11        | 1         | 0          | 4       | 1      | 2          | 5       | 0      | 0          | 20      | 2      | 2          |
| Arsenal              | 2010–11       | 4         | 1         | 0          | 5       | 0      | 1          | 4       | 2      | 0          | 13      | 3      | 1          |
| Arsenal              | Total         | 29        | 3         | 0          | 16      | 6      | 6          | 17      | 2      | 0          | 62      | 11     | 6          |
| West Bromwich Albion | 2010–11       | 8         | 2         | 1          | —       | —      | —          | —       | —      | —          | 8       | 2      | 1          |
| West Bromwich Albion | Total         | 8         | 2         | 1          | —       | —      | —          | —       | —      | —          | 8       | 2      | 1          |
| Real Sociedad        | 2011–12       | 35        | 12        | 7          | 2       | 0      | 0          | —       | —      | —          | 37      | 12     | 7          |
| Real Sociedad        | 2012–13       | 35        | 14        | 9          | 1       | 0      | 0          | —       | —      | —          | 36      | 14     | 9          |
| Real Sociedad        | 2013–14       | 37        | 16        | 12         | 7       | 2      | 0          | 8       | 3      | 1          | 52      | 21     | 13         |
| Real Sociedad        | 2014–15       | 29        | 9         | 3          | 1       | 1      | 1          | 2       | 0      | 0          | 32      | 10     | 4          |
| Real Sociedad        | 2015–16       | 35        | 5         | 4          | 1       | 0      | 0          | —       | —      | —          | 36      | 5      | 4          |
| Real Sociedad        | 2016–17       | 35        | 9         | 5          | 4       | 1      | 0          | —       | —      | —          | 39      | 10     | 5          |
| Real Sociedad        | 2017–18       | 9         | 0         | 0          | 0       | 0      | 0          | 1       | 0      | 0          | 10      | 0      | 0          |
| Real Sociedad        | Total         | 215       | 65        | 39         | 16      | 4      | 1          | 11      | 3      | 1          | 242     | 72     | 41         |
| Total cariera        | Total cariera | 316       | 81        | 58         | 32      | 10     | 7          | 28      | 5      | 1          | 376     | 96     | 67         |

### Internațional
La 13 Oct 2015.
| Națională | An    | Meciuri | Goluri |
| --------- | ----- | ------- | ------ |
| Mexic     | 2007  | 2       | 1      |
| Mexic     | 2008  | 11      | 3      |
| Mexic     | 2009  | 9       | 3      |
| Mexic     | 2010  | 11      | 2      |
| Mexic     | 2011  | 2       | 0      |
| Mexic     | 2014  | 2       | 2      |
| Mexic     | 2015  | 9       | 3      |
| Mexic     | Total | 46      | 14     |

### Goluri internaționale
Goluri pentru naționala Mexicului.
| #   | Data              | Stadion                                         | Adversar                   | Scor | Rezultat | Competiția                                             |
| --- | ----------------- | ----------------------------------------------- | -------------------------- | ---- | -------- | ------------------------------------------------------ |
| 1.  | 17 octombrie 2007 | Los Angeles Memorial Coliseum, Los Angeles, SUA | Guatemala                  | 2–1  | 2–3      | Meci amical                                            |
| 2.  | 8 iunie 2008      | Soldier Field, Chicago, SUA                     | Peru                       | 3–0  | 4–0      | Meci amical                                            |
| 3.  | 15 iunie 2008     | Reliant Stadium, Houston, SUA                   | Belize                     | 1–0  | 2–0      | Calificările pentru Campionatul Mondial de Fotbal 2010 |
| 4.  | 21 iunie 2008     | Estadio Universitario, San Nicolás, Mexic       | Belize                     | 1–0  | 7–0      | Calificările pentru Campionatul Mondial de Fotbal 2010 |
| 5.  | 24 iunie 2009     | Georgia Dome, Atlanta, SUA                      | Venezuela                  | 1–0  | 4–0      | Meci amical                                            |
| 6.  | 26 iulie 2009     | Giants Stadium, East Rutherford, SUA            | Statele Unite ale Americii | 3–0  | 5–0      | CONCACAF Gold Cup 2009                                 |
| 7.  | 10 octombrie 2009 | Estadio Azteca, Mexico City, Mexic              | El Salvador                | 4–1  | 4–1      | Calificările pentru Campionatul Mondial de Fotbal 2010 |
| 8.  | 3 martie 2010     | Rose Bowl, Pasadena, SUA                        | Noua Zeelandă              | 2–0  | 2–0      | Meci amical                                            |
| 9.  | 3 iunie 2010      | King Baudouin Stadium, Brussels, Belgia         | Italia                     | 1–0  | 2–1      | Meci amical                                            |
| 10. | 12 noiembrie 2014 | Amsterdam Arena, Amsterdam, Olanda              | Țările de Jos              | 1–0  | 3–2      | Meci amical                                            |
| 11. | 12 noiembrie 2014 | Amsterdam Arena, Amsterdam, Olanda              | Țările de Jos              | 2–1  | 3–2      | Meci amical                                            |
| 12. | 9 iulie 2015      | Soldier Field, Chicago, SUA                     | Cuba                       | 2–0  | 6–0      | CONCACAF Gold Cup 2015                                 |
| 13. | 15 iulie 2015     | Bank of America Stadium, Charlotte, SUA         | Trinidad și Tobago         | 2–0  | 4–4      | CONCACAF Gold Cup 2015                                 |
| 14. | 13 octombrie 2015 | Estadio Nemesio Díez, Toluca, México            | Panama                     | 1–0  | 1–0      | Meci amical                                            |

## Palmares

### Internațional
Mexic U-17
- Campionatul Mondial FIFA U-17: 2005

Mexic
- CONCACAF Gold Cup: 2009, 2015
- CONCACAF Cup: 2015

### Individual
- Gheata de Aur la Campionatul Mondial FIFA U-17 (1): 2005
- Jucătorul anului la Real Sociedad (2): 2011–12, 2013–14
- Jucătorul lunii în La Liga (2): decembrie 2013, noiembrie 2014